# 나가사키역
나가사키역(일본어: 長崎駅)은 일본 나가사키현 나가사키시 오노우에마치에 있는 큐슈여객철도(JR 큐슈)・일본화물철도(JR 화물)・나가사키 전기 궤도의 역이다. 나가사키 전기 궤도의 역명은 「역 앞」도 정식 정류장명에 들어가 나가사키역앞 정류장(長崎駅前停留場)이며, 이 항목에서는 나가사키 전기 궤도의 노면전차 정류장과 나가사키 역 앞 버스 터미널도 함께 서술한다.

## 개요
나가사키현의 현청 소재지인 나가사키시의 중심역이며, 나가사키 본선의 종착역이기도 하다. 하카타 방면의 특급 열차 「특급 가모메」나 나가사키 도시권 등을 달리는 쾌속 「씨 사이드 라이너」, 보통 열차가 발착한다.
이전에는 혼슈 방면으로의 우등 열차가 이 역 시발로 운행되고 있었지만, 2008년에 침대 특급 「아카쓰키」가 폐지된 이후는, 발착하는 모든 열차가 규슈 지방 내부만의 운행이 되고 있다. 2013년 10월 15일부터 JR 큐슈의 침대 열차, 크루즈 트레인 「나나쓰보시 in 규슈」가 하카타역에서부터 운행 개시했다. 또, 2022년 개통 예정의 규슈 신칸센(나가사키 루트) 노선 연장을 대비해서, 우라카미역에서부터 이 역간의 연속 입체 교차 사업과 역 주변 토지 구획 정리 사업이 진행 중이다.

## 노선
JR의 재래선과 나가사키 전기 궤도의 1호 계통, 2호 계통, 3호 계통이 운행하고 있다. 나가사키 전기 궤도의 정류장(전차 정류장) 역 번호는 27로 설정되어 있다.
JR의 역에 노선 연장하는 재래선은 나가사키 본선뿐이지만, 쾌속 열차와 대부분의 보통 열차가 이사하야역에서 분기 하고 있는 오무라 선에서 이 역까지 운행하고 있다. JR 큐슈의 규슈 신칸센이 개통하면 이 노선의 종점이 된다.

## 역사

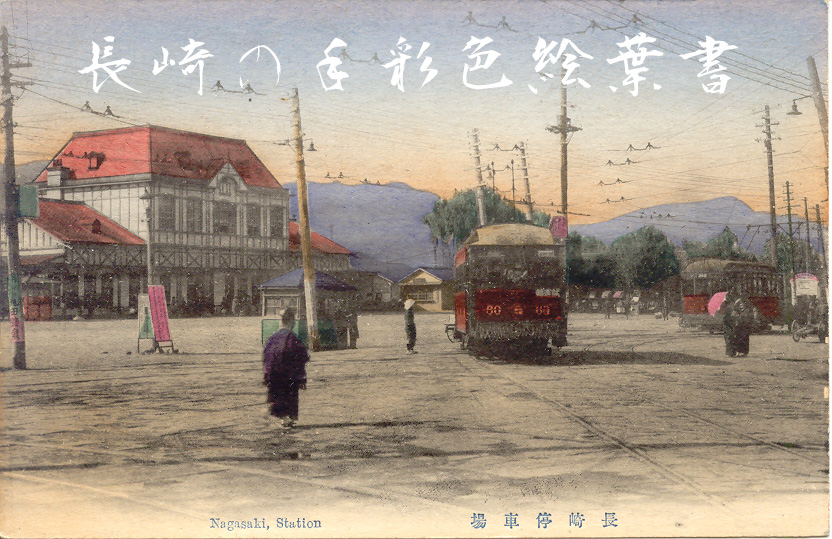
1910년대~1920년대의 나가사키 역전(손채색 그림 엽서)

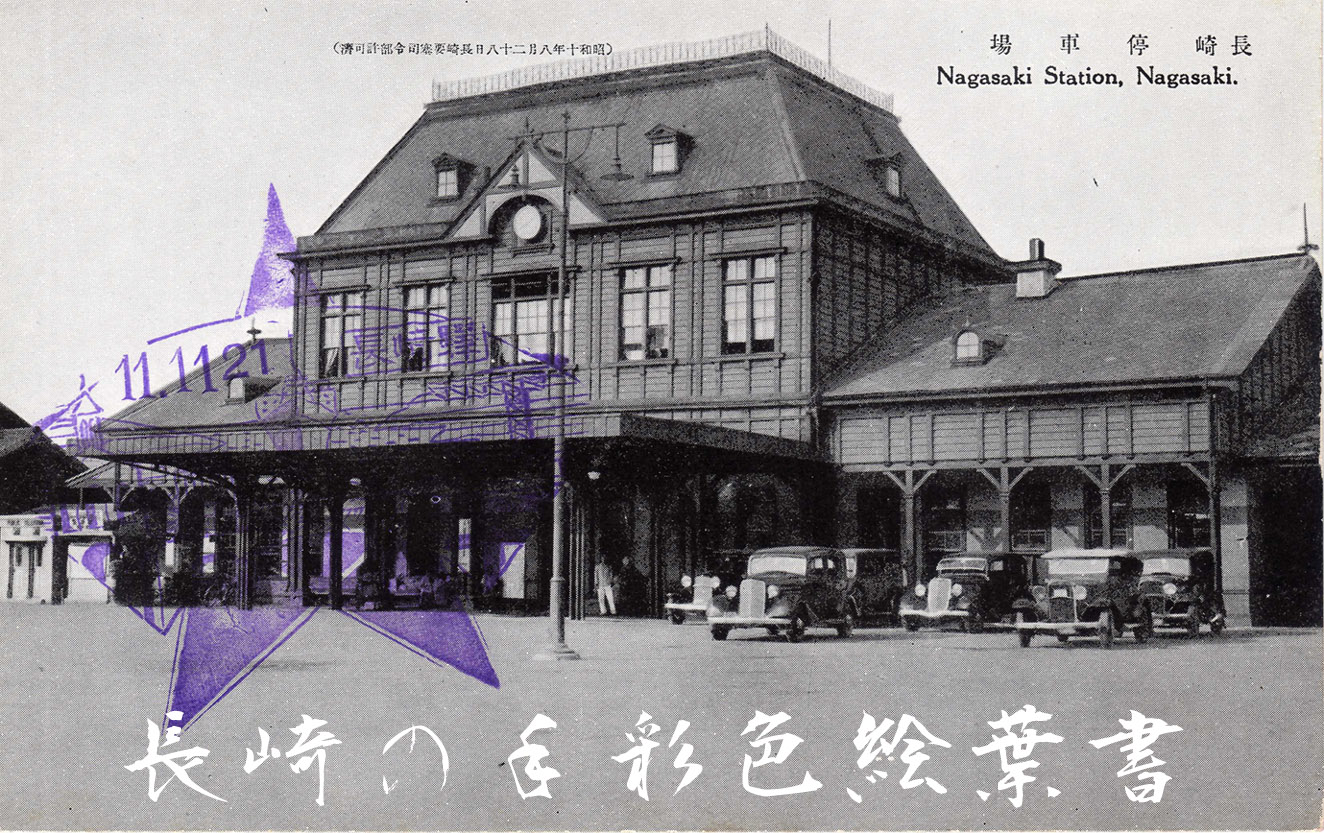
2번째 역사(1920년대)

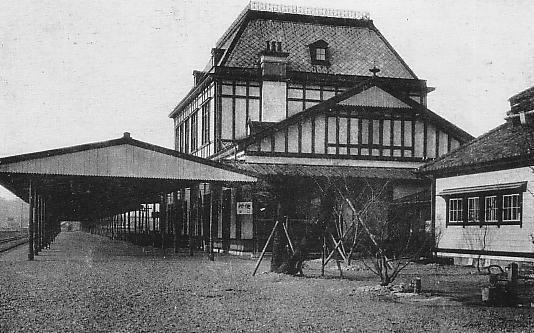
1920년대~1930년대의 역 구내

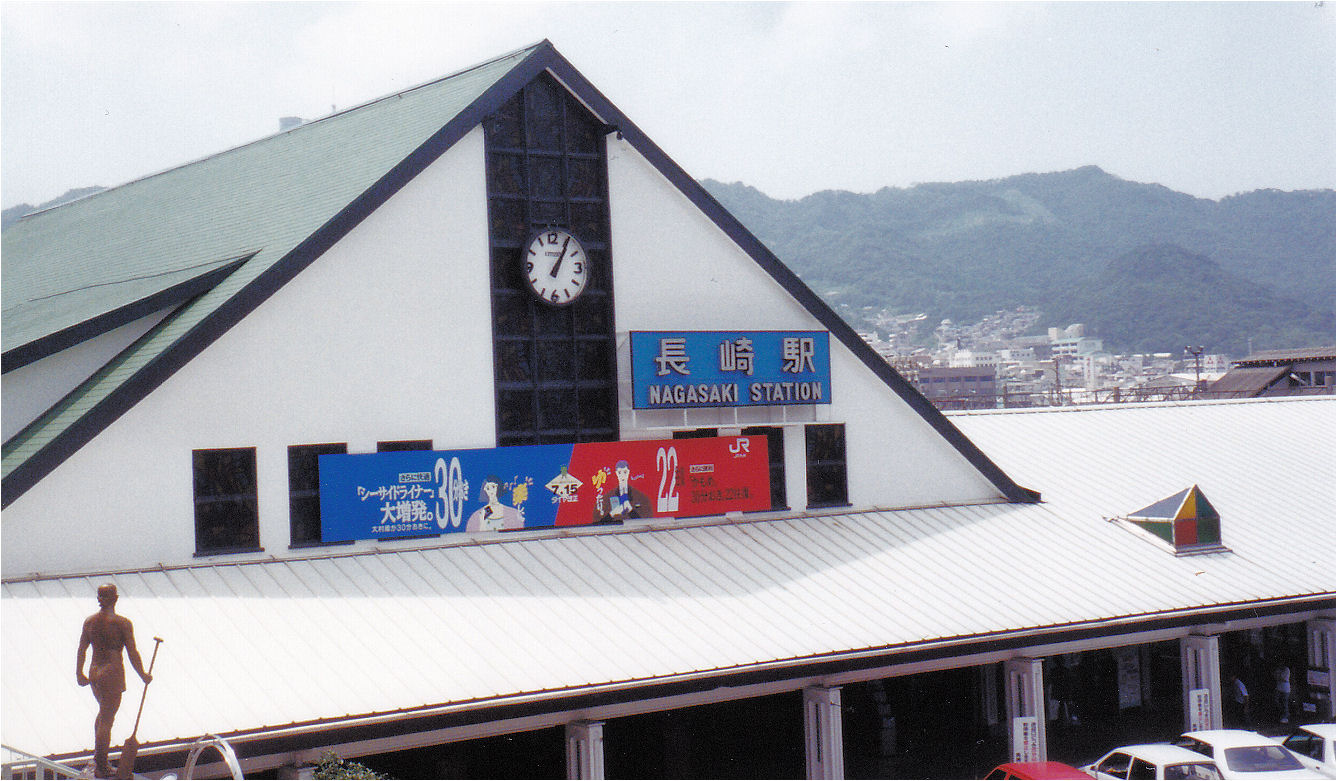
3번째 역사(1992년 8월)

1897년, 규슈 철도가 현재의 나가사키 시내에서 최초의 노선을 개업했을 때에 「나가사키 역」으로서 개설된 것은 근처의 현 우라카미역이었다. 7년 후인 1905년에 노선이 시 중심부측으로 연장되어 현 나가사키 역이 개업해, 이 때까지의 나가사키 역은 우라카미 역으로 개칭되었다. 1911년에 2대 역사로서 독일풍 건축의 목조 역사가 지어졌다. 1915년에는 나가사키 전기 궤도의 개업에 수반해 나가사키역앞 정류장이 개설된다. 현재 여객 승강장의 선로는 모두 통행 금지가 되고 막다른 곳이 되어 있지만, 1930년대 초기부터 1987년까지 나가사키 역에서 남쪽으로 약 1.1km에 샹하이 항로 연락을 위한 나가사키 항역이 존재했다(나가사키-나가사키 항역간은 나가사키 본선이지만 임항선이라고 불렸다). 1945년 8월의 원폭 투하로 역사는 소실되었다. 1949년에 건립된 3대 역사는 스테인드 글라스를 갖춘 녹색 삼각 지붕의 역사이다.전후는 나가사키 항역으로의 여객 열차의 운행은 없어져 화물만 되고 있었지만, 1982년에 열차의 운행이 완전하게 없어졌기 때문에, 이 역까지의 구간은 1987년에 국철 분할 민영화 실시와 함께 정식으로 폐지되었다. 1998년에 노후화 때문에 새로운 역사를 건축하게 되었으며, 현재의 4대 역사가 건설되었다. 2012년에는 후쿠오카・사가 지구에서 사용되고 있는 JR 큐슈의 IC 카드 「SUGOCA」가 도입되었다.

### 연표
- 1904년 11월 16일-나가사키 항의 매립 공사(제 2기 항만 개량 공사)가 완성되어, 다이바 마을 등 24정이 신설된다.
- 1905년(메이지 38년)
  - 2월-우라카미에서 다이바 마을까지 1마일의 임항 노선이 연장되어 그 종점에 임시역사가 설치된다. 매립 공사의 완성과 러일 전쟁 발발에 의한 군사 물자의 수송의 필요성이 생겼기 때문이었다.
  - 4월 5일-규슈 철도의 역으로서 개업. 다이바 마을의 임시역사가 「나가사키 역」이 되어, 우라카미에 있는 종래의 나가사키 역이 우라카미역으로 개칭.
- 1907년 7월 1일-규슈 철도의 국유화에 의해 국철의 역이 된다.
- 1911년(다이쇼 원년) 10월 21일- 2번째 역사가 완성. 역사는 2층 건물로, 2층은 귀빈실이었다.
- 1915년 11월 16일-나가사키 전기 궤도 본선의 병원 아래(현 대학병원 앞 정류장) -쓰키마치 정류장간 개통에 수반해, 나가사키 역 앞 정류장 개업.
- 1919년 12월 25일-이 정류장에서 사쿠라마치까지의 지선(현재의 3호 계통)이 개통.
- 1922년(다이쇼 11년) 11월 1일-일등역으로 승격.
- 1930년(쇼와 5년)
  - 3월 19일-나가사키 역-나가사키 항역간이 개통.
  - 10월 1일-나가사키 선에 준특급이 도입되어 도쿄~나가사키 간이 21시간으로 단축된다.
- 1931년-역사 2층의 귀빈실을 폐지해, 식당을 개업.
- 1942년(쇼와 17년)
  - 9월 12일-철도국 나가사키 관리부가 발족.
  - 11월 15일-간몬 터널이 개통해, 특급 후지가 나가사키까지 운행한다(나가사키~도쿄 직통열차).
- 1945년(쇼와 20년)
  - 4월 26일-오전 11시, 공습에 의해 나가사키 역 2번 승강장에 정차 중인 열차에 직격탄 명중, 사망자 90명. 역사 반쪽이 피해를 입음.
  - 8월 9일-원폭 투하에 의해 역사 전소. 폭심지에 가까운 오하시 철교에서 나가사키 역의 사이의 노선이 불통이 된다.
  - 8월 10일-복구 공사를 개시.
  - 8월 11일-복구 공사가 완료. 오후 10시 15분 나가사키 역발의 막차부터 운행을 재개.
- 1949년 5월 25일- 3번째 역사 완성.[1]
- 1950년 7월 31일-기구 개혁에 의해 국철 나가사키 관리부가 폐지된다.
- 1958년 8월 1일-나가사키・하카타 간 디젤 카의 운행이 개시된다.
- 1959년(쇼와 34년)
  - 7월 21일-특급 사쿠라가 나가사키에 운행을 개시해, 나가사키~도쿄간을 20시간만에 주파할 수 있게 된다.
  - 8월- 2층 건물인 단체 대합실(500명 수용 가능)이 완성.
- 1960년 8월 1일-국철 서부지사 나가사키 출장소가 설치된다.
- 1961년 10월 1일-나가사키~교토 간에 특급 가모메, 나가사키~구마모토간에 준특급 지쿠고가 운행을 개시.
- 1966년 2월 7일-교통 문제 해결을 위해 나가사키현내에서 첫 육교가 나가사키 역 앞에 완성.
- 1967년 12월 19일-나가사키 역 앞에 2번째 육교가 완성.
- 1969년 6월-일본 전국에서 처음으로 역전 고가 광장이 완성.
- 1982년 7월 23일~24일-나가사키 홍수해로 역사가 침수된다.
- 1985년 3월 14일-선어 화물열차 「긴린」 컨테이너화.
- 1987년(쇼와 62년)
  - 3월 31일-나가사키 역-나가사키 항역간 폐지.
  - 4월 1일-국철 분할 민영화에 의해 JR 큐슈・JR 화물의 역이 된다.
- 1998년 4월 1일-선어 컨테이너 화물열차 폐지.
- 1999년 7월 1일-화물열차 발착 폐지
- 2000년-현 역사(4대) 완성.
- 2002년 10월- JR 큐슈가 나가사키현내의 역 중에 최초로 자동 개찰기를 도입.
- 2006년 4월 1일-나가사키 오프 레일 스테이션 개설.
- 2012년 12월 1일- 이 역을 포함한 나가사키 지구 19개 역에 SUGOCA를 도입.

### 역 이전과 주변 시설 재개발

#### 연속 입체 교차 사업
건널목에 의한 정체 해소와 시가지의 분담을 해소하기 위해 나가사키 본선의 우라카미역에서 나가사키 역까지의 약 2.4km의 구간을 고가화 해, 4곳의 건널목을 제거하는 사업. 2001년에 착공 준비가 결정되었으나 나가사키 운수 센터의 이전을 둘러싸고 JR 큐슈와의 협의가 난항을 겪고 있었지만, 2007년 8월에 사세보 선 하이키역 구내로의 이전이 결정되었다. 차량 기지 이전 비용은 나가사키현이 부담한다. 2008년 12월에 도시계획 결정, 2010년 2월에 사업 인가를 받았다. 2014년 3월 15일 하이키 역 구내 사세보 차량 센터에 기지 기능의 일부가 이전하는 것을 시작으로 차례차례 나가사키 차량 센터는 철거된다. 다만, 대부분의 유치선은 향후도 사용된다. 현재는 고가화를 위한 가선로 용지의 수도관 등의 이전 공사, 화물선의 철거, 토지의 조성을 하고 있다. 또, 이 사업과 신칸센 건설에 의해, 나가사키 역은 현재의 장소에서 서쪽(우라카미 강 방면)으로 150미터 정도 이전된다. 신 역은 폭 50미터 길이 250미터 정도의 크기의 고가역이 되어, 1층에 중앙 광장이, 2층에 재래선 2면 5선, 신칸센이 2면 4선의 합계 4면 9선의 승강장이 설치될 예정이다. 사업 기간은 2009년도부터 약 12년 정도이며, 개산 사업비는 약 430억엔이 들 전망이다.

#### 역 주변 토지구획 정리 사업
입체 교차 사업에 수반해, 나가사키시가 2008년도에 사업 인가된 나가사키 역 주변 약 19 헥타르의 재개발 사업이다. 이 사업에서는 신 역사의 동쪽 출입구, 서쪽 출구의 광장, 교통 접점(로터리), 주변 도로나 나가사키 전기 궤도의 정류장 이전, 보행자 동선 등을 정비한다. 나가사키 역 앞의 국도 202호선의 정체 완화, 나가사키 전기 궤도 나가사키역앞 정류장의 바리어 프리 실현, 각 공공 교통기관의 연접 강화가 기대된다. 이와 관련, 아사히 대교를 사이에 두고 나가사키 역에서 항구 측에 위치하는 나가사키 어항 철거지에 나가사키 현청사・나가사키 현 경찰 본부의 이전이 결정되어 있다. 일련의 사업은 착수로부터 완성까지 15년 정도가 전망되고 있다.

## 역 설명

### JR 큐슈
두단식 승강장 3면 5선의 지상역으로, 모든 승강장으로 평면 이동할 수 있다. 과선교, 구내 건널목, 지하도, 엘리베이터, 에스컬레이터 등은 없다. 승강장에는 통행 금지가 설치되어 있다.
길이 6량 정도의 0번 승강장을 제외하면, 이 역에서 혼슈 방면으로의 장거리 우등 열차, 침대 특급 사쿠라・미즈호・아카쓰키 등이 달리고 있던 자취로, 승강장 길이는 10량 이상이 되어 있다. 2번 승강장과 3번 승강장과의 사이에 승강장이 없는 선로가 1개 있다.

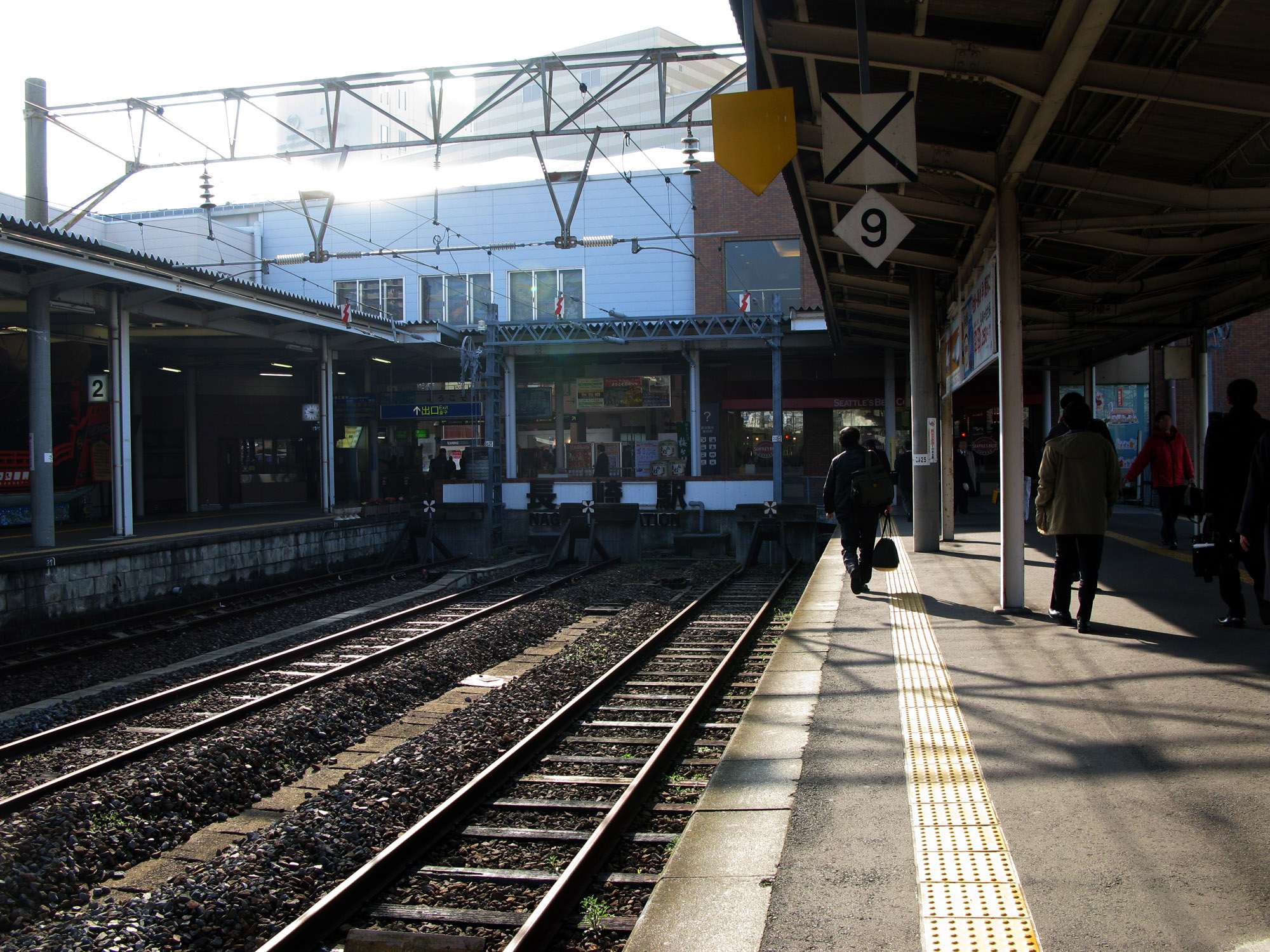
나가사키 본선의 종점(2, 3번 승강장)

이전에는 0번 승강장이 없는 섬식 2면 4선이었으며, 1・2번 승강장은 역사와 직결해, 나가사키 항역(1987년 폐지)으로 연결되는 선로에 접한 3・4번 승강장과 역사와는 과선교로 연결되어 있었지만, 1993년경에 승강장을 두단식으로 변경, 머지않아 과선교가 폐지되어 동시기에 0번 승강장이 증설되었다. 종래 선로가 있던 부지는 옥외 주차장으로 전용된 후 2000년 9월에 아뮤프라자 나가사키가 건설되었다. 승강장 서쪽에는 복수의 측선이 있어 여객 열차의 유치선으로서 사용되고 있다. 또, 차량 기지인 나가사키 차량 센터도 있다.
직영역으로, 녹색 창구・자동 매표기・자동 개찰기가 설치되어 있어 SUGOCA에도 대응하고 있다. 역 자동 방송은 없고, 역무원이 마이크에 의한 육성으로 방송을 실시하고 있다.
이 역부터의 최저 구간의 승차권은 우라카미까지의 160엔이지만, 우라카미역 주변에 가는 경우는 노면 전차 또는 버스 쪽이 편 수가 많고, 운임도 싸 JR를 사용하는 사람이 거의 없기 때문에 자동 매표기에서는 구입할 수 없다.구입하는 경우에는 개찰의 관계자에게 신청할 필요가 있으며, 그 때에는 간이 업무 위탁역에서 사용되는 보충권의 형식으로 발권된다. 또, 자동 매표기에서는 이사하야 환승의 시마바라 철도 연락 승차권도 구입할 수 있다.
2번 승강장의 개찰구쪽에는 나가사키 군치 상연물로서 알려진 「고슈인 선」(미쓰비시 중공업제)이 전시되어 있다. 또, 나가사키 랜턴 페스티벌 기간 중은 천정에 용의 오브제 「아뮤곤」이 장식되는 것 외에 다양한 장식이 달린다. 오픈 스페이스로 되어 있어 각종 이벤트를 한다. 미쓰비시제의 대형 모니터도 설치되어 있어 JR 큐슈 관련의 PR 영상 등이 상영되고 있다. 아뮤프라자 나가사키와 JR 큐슈 호텔 나가사키에는 1층 출입구 외, 에스컬레이터로 2층에 출입할 수도 있다. 개찰구의 좌측에는 종합 관광 안내소와 대합실이 있으며, 그 근처에 키오스크가 있다.
자동 개찰기의 앞과 3・4번 승강장으로 향하는 통로에 LED식 발차 안내기가 있다. 가령 나가요역 정지의 열차는 「나가요까지」(長与まで)라고 표시된다. 시각표에는 발차하는 열차의 시각 외, 도착 열차의 시각과 승강장, 시발역도 표시되고 있다. 시각표는 자동 매표기 옆, 대합실 내, 녹색 창구내의 합계 3곳에 설치되어 있다. 역명판에는 용 그림이 그려져 있다.

#### 승강장
| 0～4 | ■나가사키 본선 | (상행) | 나가요・이사하야・하이키・사세보・도스・하카타 방면 | 특급은 주로 2・4번 |

2005년에 폐지된 침대 특급 「사쿠라」, 2008년에 폐지된 침대 특급 「아카쓰키」 둘 다 4번 승강장에서 발차하였다.

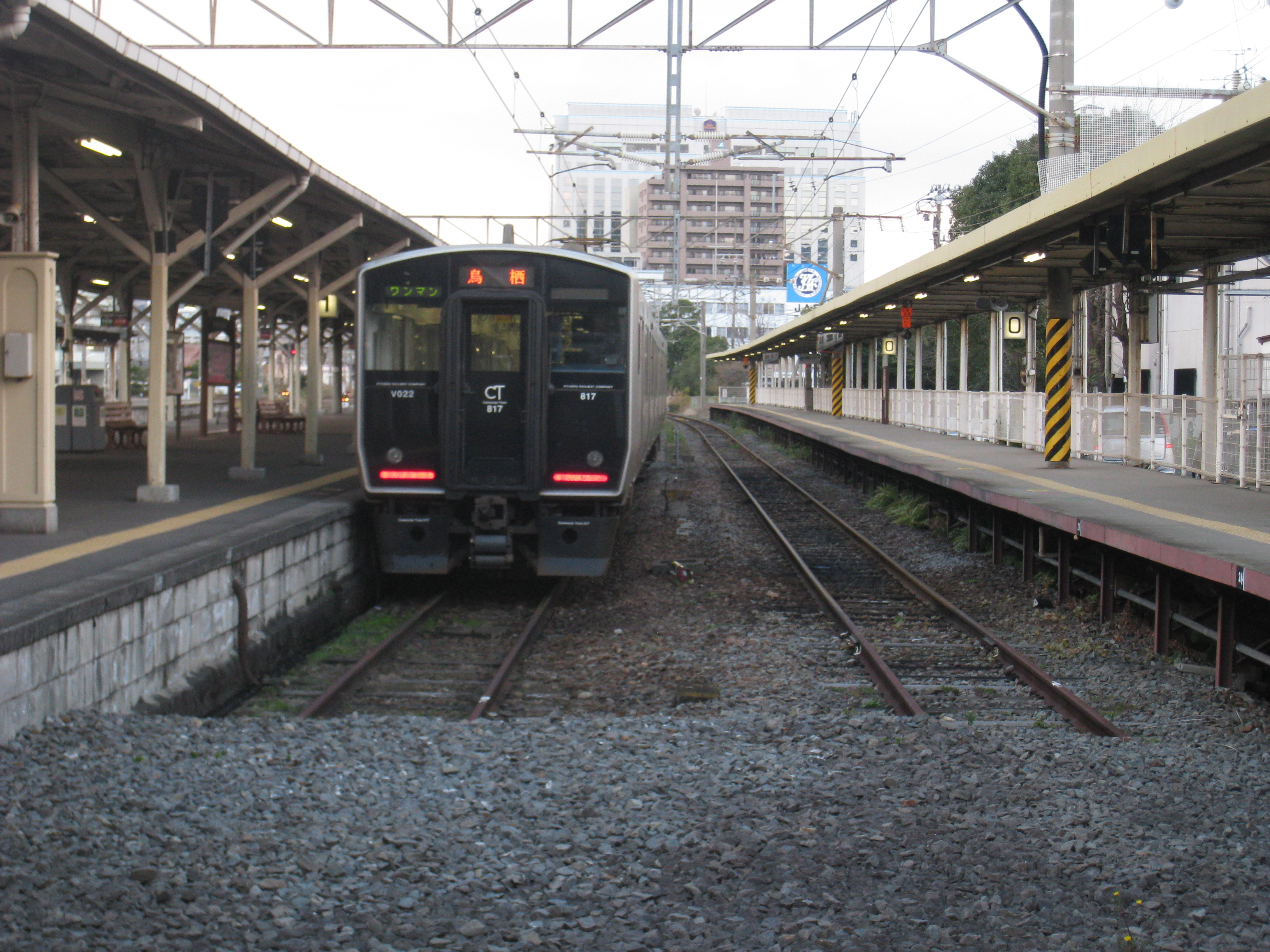
0・1번 승강장
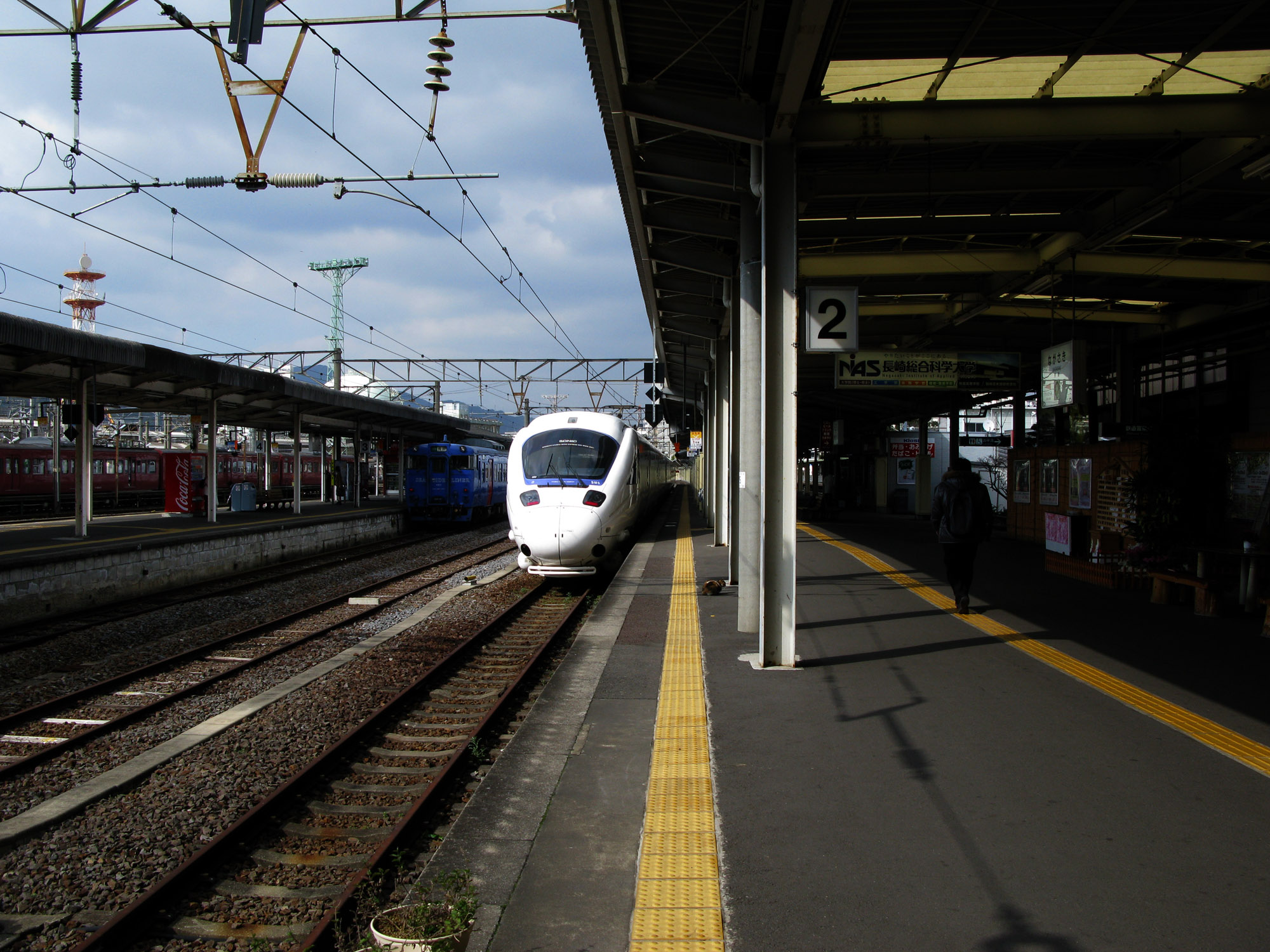
2번 승강장
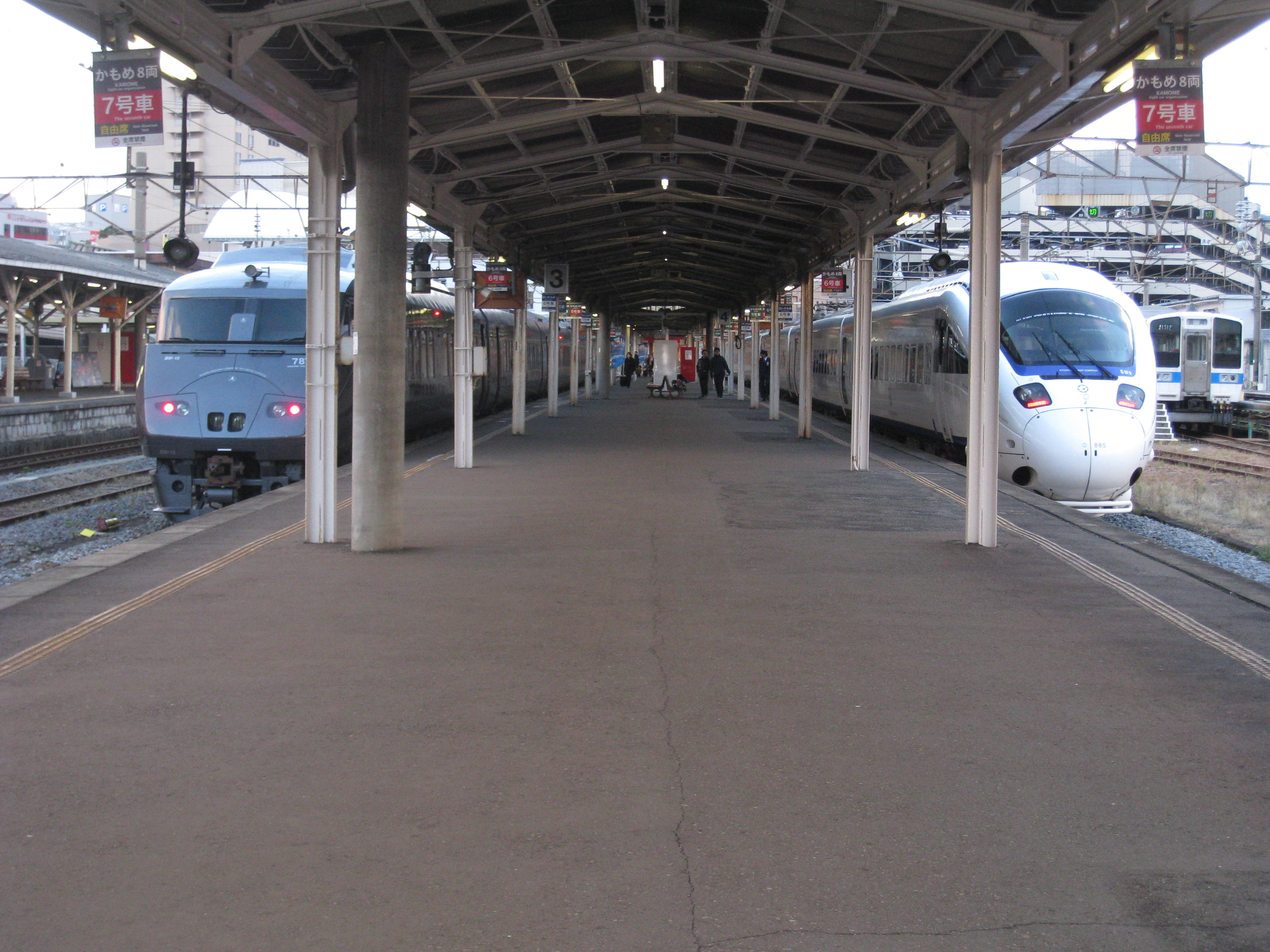
3・4번 승강장
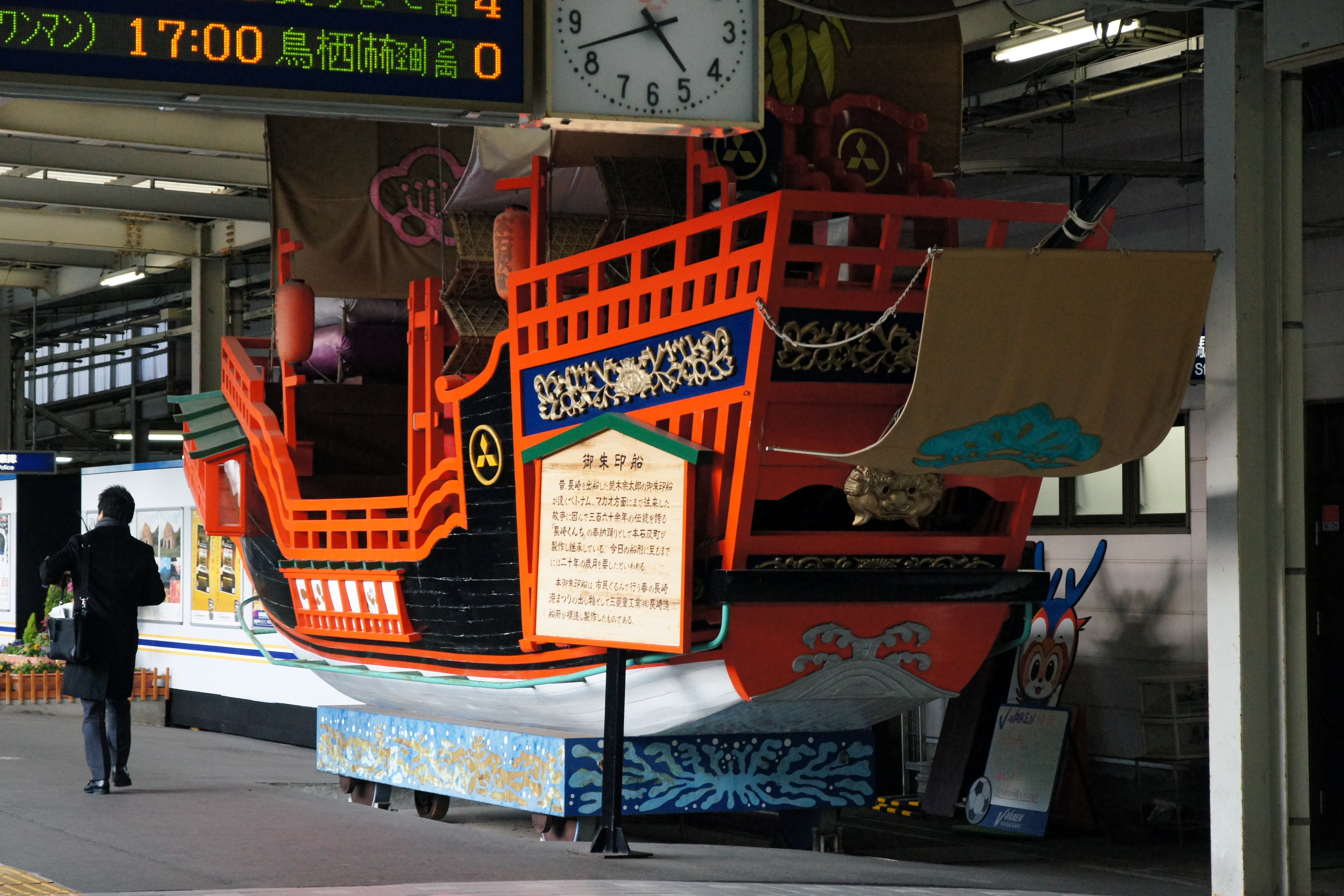
고슈인 선
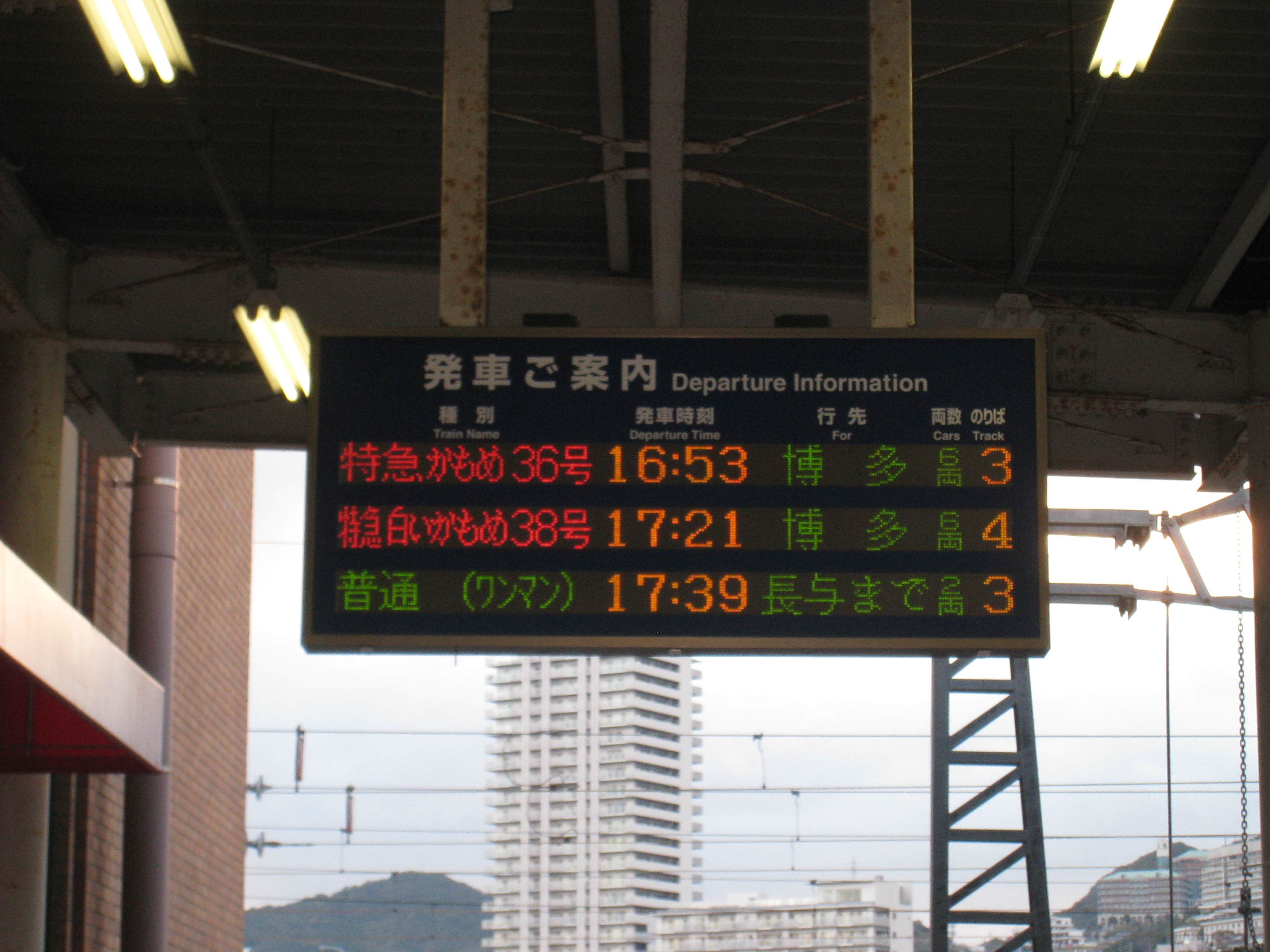
LED식 발차 안내기
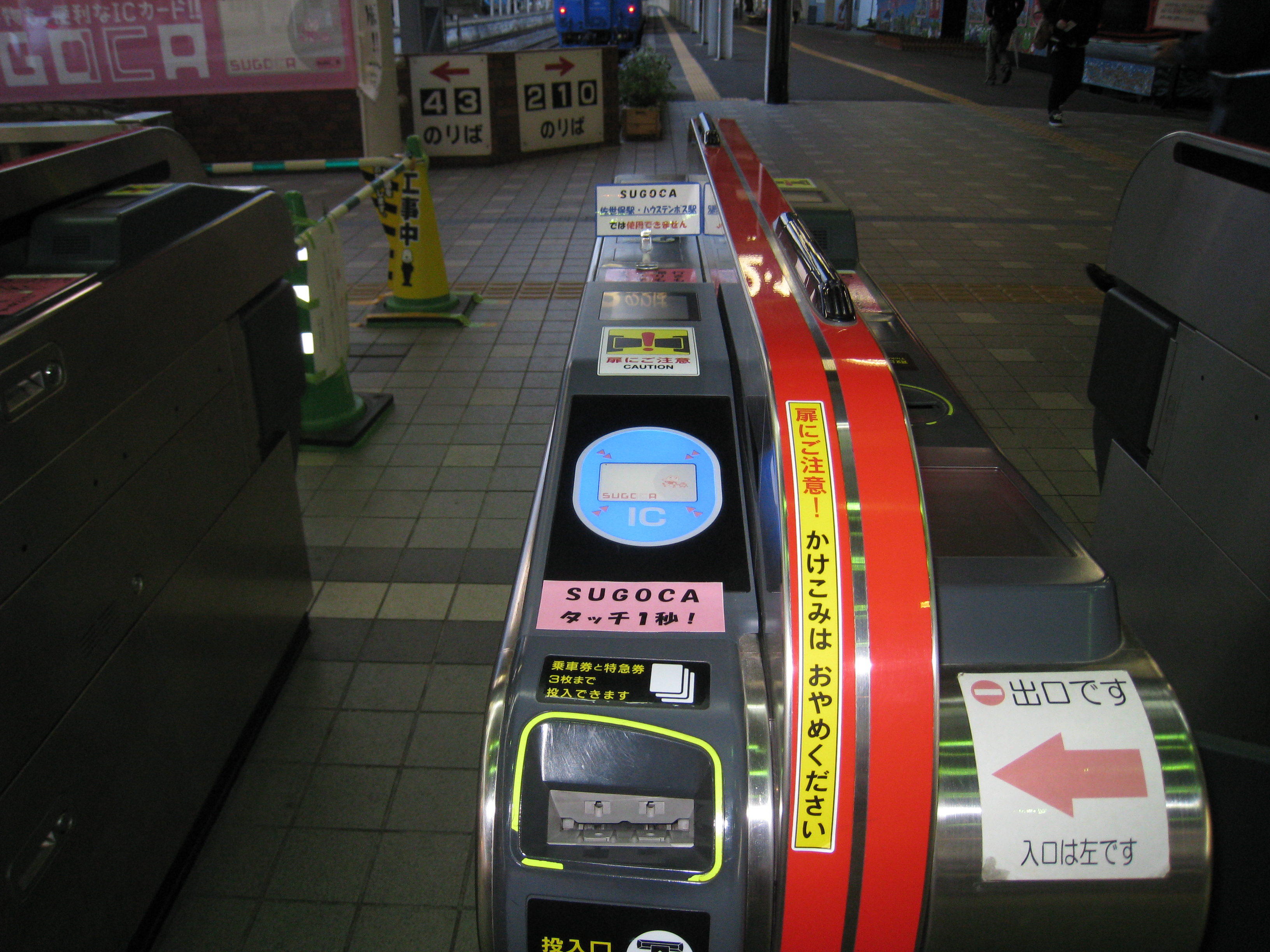
IC 카드 승차권 대응의 자동 개찰기

#### 나가사키 오프 레일 스테이션(ORS)

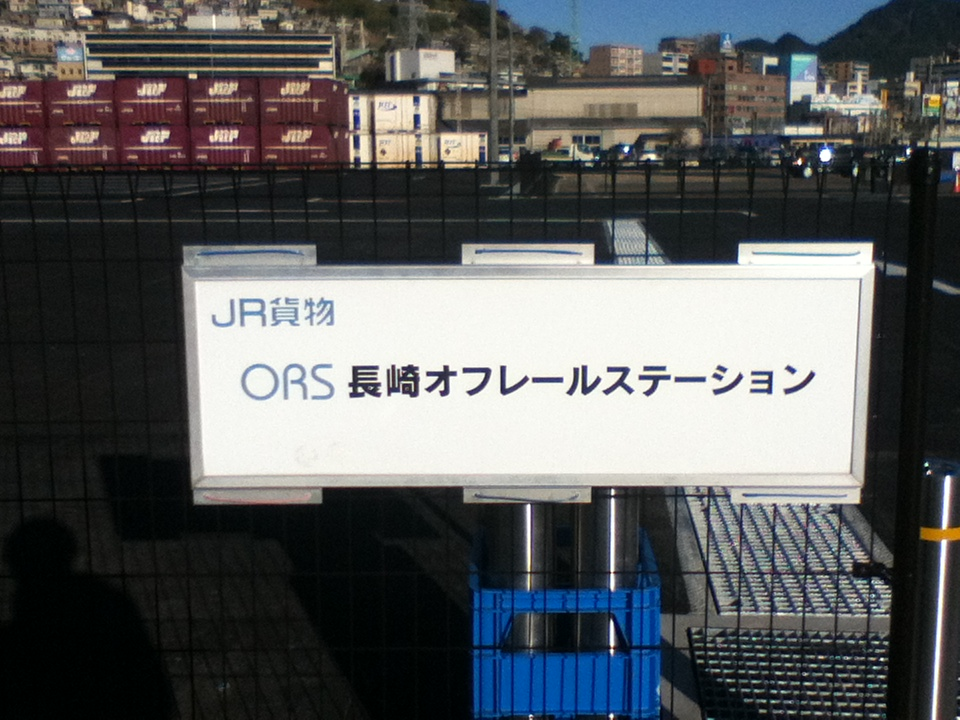
나가사키 ORS

나가사키 오프 레일 스테이션(약칭：나가사키 ORS)는 JR 화물 나가사키 역에 속하는, 구내 서쪽(나가사키 운수 센터의 서쪽)에 있는 컨테이너 집배 기지이다. 컨테이너 화물(12피트 컨테이너만)을 취급하고 있어 화물열차 대체의 트럭편이 여기와 나베시마역의 사이에 1일 14왕복 운행되고 있다.
1999년까지 JR 화물 나가사키 역은 화물열차의 발착이 있었지만, 폐지되어 자동차 대행역이 되었다. 2006년 4월부터는 컨테이너 기지의 명칭이 오프 레일 스테이션이 되고 있다.
전술한 열차 폐지 이전에는 2면의 컨테이너 승강장과 복수의 하역선을 가져, 역 남측의 부두에 있던 어시장으로의 선로도 존재하고 있었다. 어시장으로부터 선어를 수송하기 위해, 선어 화물열차 「긴린」(오사카 시장역이었으며 역이 폐지된 후에는 우메다역행)이나 「도비오(생선)」(도쿄 시장역행) 등도 운행되고 있었다. 현재는, 어시장의 이전에 수반해 부두의 선로는 모두 철거되어 컨테이너 기지로서 사용되어 있지 않은 승강장은 주차장으로 전용되었다.

### 나가사키 전기 궤도
나가사키 역 앞의 병용 궤도(국도 202호상)에 있는 상대식 2면 2선의 정류장이다. 쇼가쿠지시타・호타루자야 방향, 아카사코 방향 쌍방으로 육교가 이어져 있다. 이용자가 많기 때문에 쇼가쿠지시타・호타루자야 방면은 승강장이 나뉘어 있다(쇼가쿠지시타・호타루자야 방면에 가까운 정지선에 3호 계통(호타루자야)가, 중앙의 정지선에 1호 계통 쇼가쿠지시타 행이 정차한다). 아카사코・우라카미 차고 앞 행은 계통에 관련되지 않고 같은 승강장이며, 도착한 순서로 정지한다.
JR 나가사키 역에서는 전술한 육교로만 접근할 수 있어, 휠체어 이용자는 노면 전차의 이용이 불가능하다. 따라서, 역 앞 광장으로 정류장 이전 혹은 엘리베이터의 설치가 검토되고 있다.
쇼가쿠지시타・호타루자야 방면 승강장에는 일본어와 영어로 된 자동 방송이 나온다. 또, 이 자동 방송에서는 나가사키 서양관이나 평화 공원 등, 아카사코 방면의 안내도 방송되고 있다.

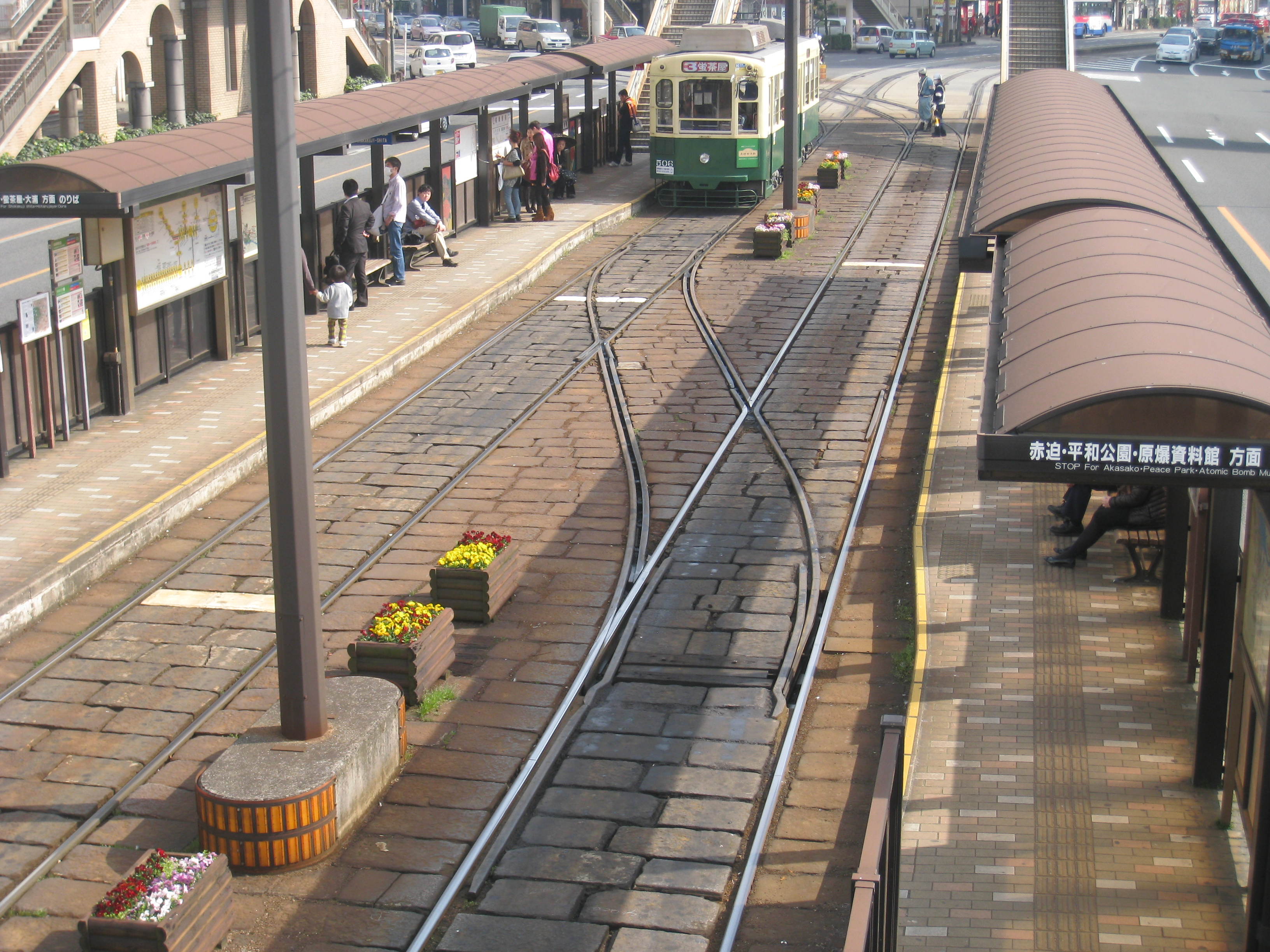
이동 선로

덧붙여 승강장 중앙 부근에 상행선으로부터 하행선으로의 이동 선로가 있는데, 2000년 10월경에 시험적으로 역 앞 순환선의 운행을 했다. 이용자가 정식으로 운행할만큼 많지 않아 정상화에는 이르지 않았다. 현재는 쇼가쿠지시타・호타루자야 방면이 불통이 되었을 때의 경우 등에 사용될 뿐, 거의 사용되지 않는다.

#### 승강장
| 상행    | ■1호 계통 |  | 아카사코 방면   |  |
| 상행    | ■3호 계통 |  | 아카사코 방면   |  |
| 하행 앞 | ■3호 계통 |  | 호타루자야 방면 |  |
| 하행 뒤 | ■1호 계통 |  | 소후쿠지절 방면 |  |

## 이용 현황
- JR 큐슈- 2012년도의 1일 평균 승차 인원은 10,724명.[3]
- 나가사키 전기 궤도- 1964년도의 1일 평균 승강 인원은 11,906명이다.[4]
- JR 화물- 2007년도의 화물 취급량은 발송・도착 합계로 68,048톤이었다. 1989년도의 약 14만 톤을 피크로 화물 취급량은 계속 크게 감소하고 있다.[출처 필요]

## 역 주변
나가사키 역의 앞을 병행해서 다니고 있는 국도 202호의 나가사키 역 앞 교차점은 나가사키현에서 제 1의 교통량이다. 나가사키 역 앞 교차점에는 육교가 3개 가설되어 있어 이것들은 역 앞 주차장 위의 고가 광장에 접속되어 있다.
국도를 사이에 두고, 나가사키 현영 버스, 규슈 급행 버스 등의 시발 지점 및 주요 노선 경유 지점이 되는 나가사키 역 앞 교통 회관(나가사키 현영 버스 터미널)이 있다(육교에서 직접 2층에 들어갈 수 있다). 또, 역전 고가 광장 하부에는 나가사키 버스, 나가사키 현영 버스의 나가사키 역 앞 버스 정류장이 있으며, 로터리 내에도 버스 정류장이 설치되어 있다. 또, 국도상의 한가운데에는 나가사키 전기 궤도의 나가사키역앞 정류장이 있어, 이 전차 정류장에서 사쿠라마치 방면과 오하토 방면의 2개의 계통으로 나뉘어 있다.
고가 광장은 일부가 주변 시설 2층 입구(교통 회관, 아뮤프라자 나가사키 등)로 연결되고 있다. 또, 휠체어 이용자가 횡단할 수 있도록 엘리베이터가 설치되어 있다.
- 아뮤프라자 나가사키(역에 인접)
- JR 큐슈 호텔 나가사키(역에 인접, 아뮤프라자 나가사키 위층)
- 호텔 뉴 나가사키(아뮤프라자에 인접, 나가사키 역전 남쪽 출입구 버스정류장 앞)
- 후쿠사이지
- 일본 26위 성인 순교의 땅(니시자카 공원)
- 나가사키 메리어트
- 힐튼 나가사키
- 일본 26위 성인 기념관
- 나카마치 교회
- NHK 나가사키 방송국
- 나가사키 중앙 우체국

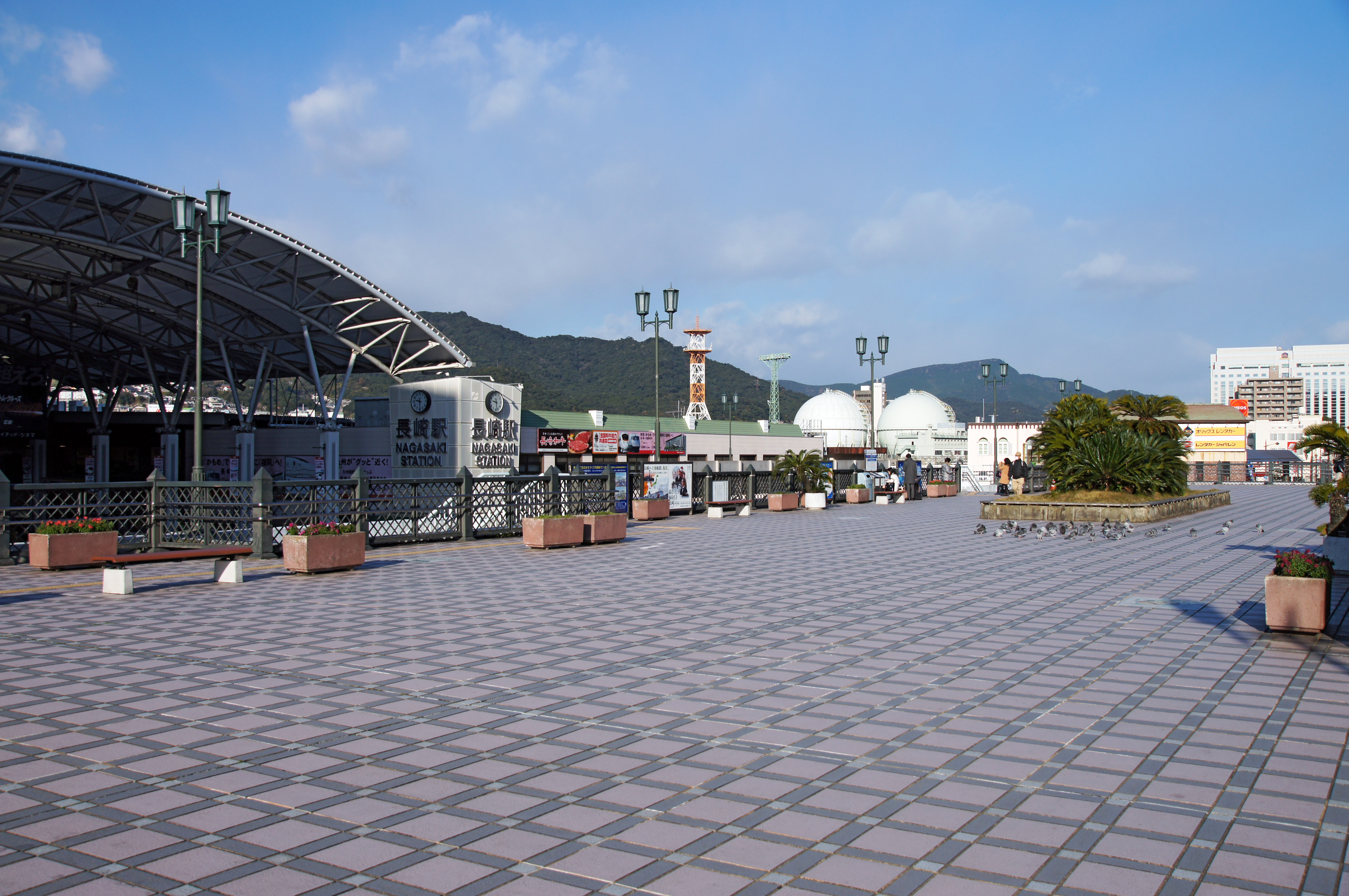
고가 광장
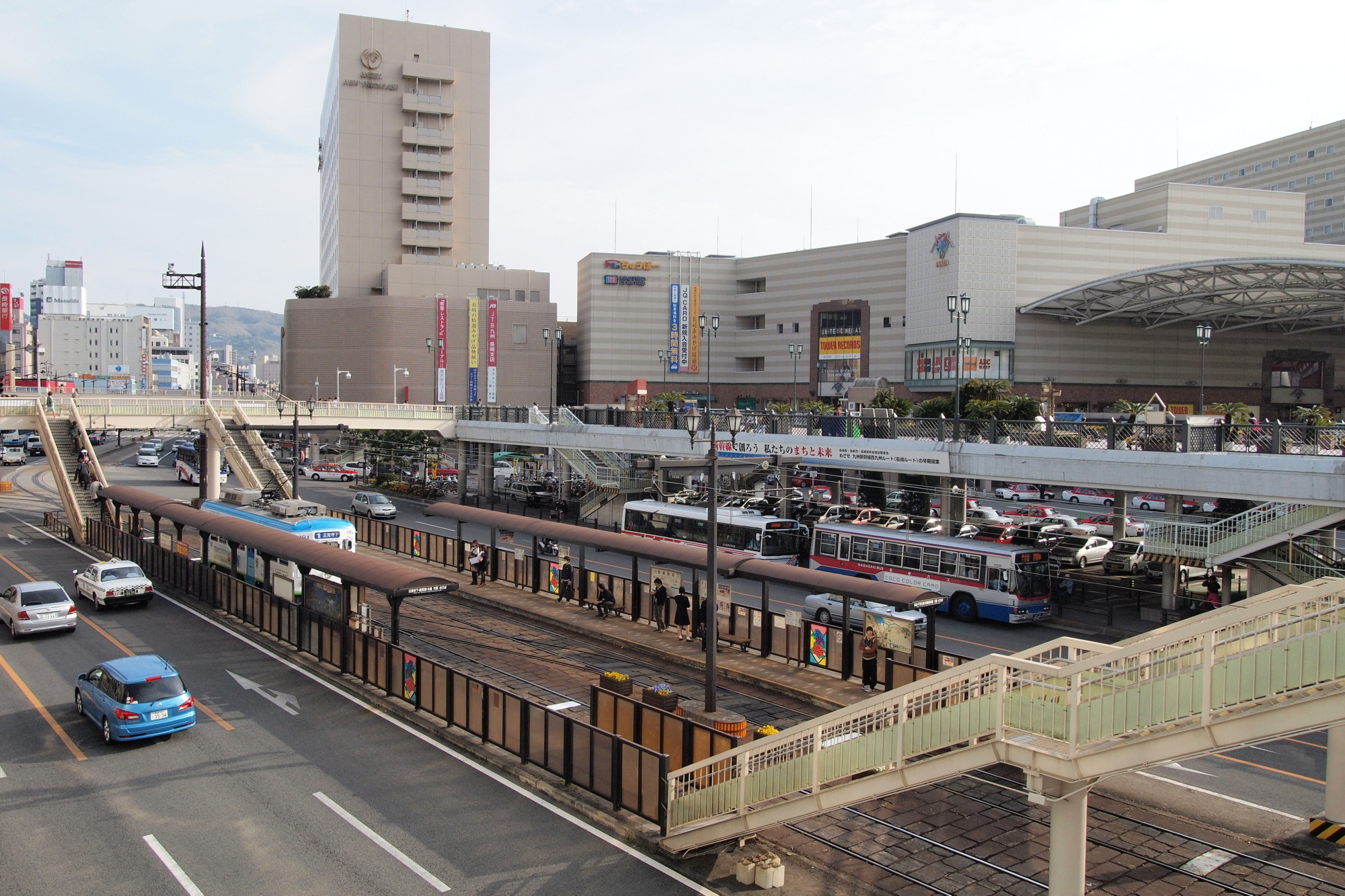
역 앞과 고가 광장
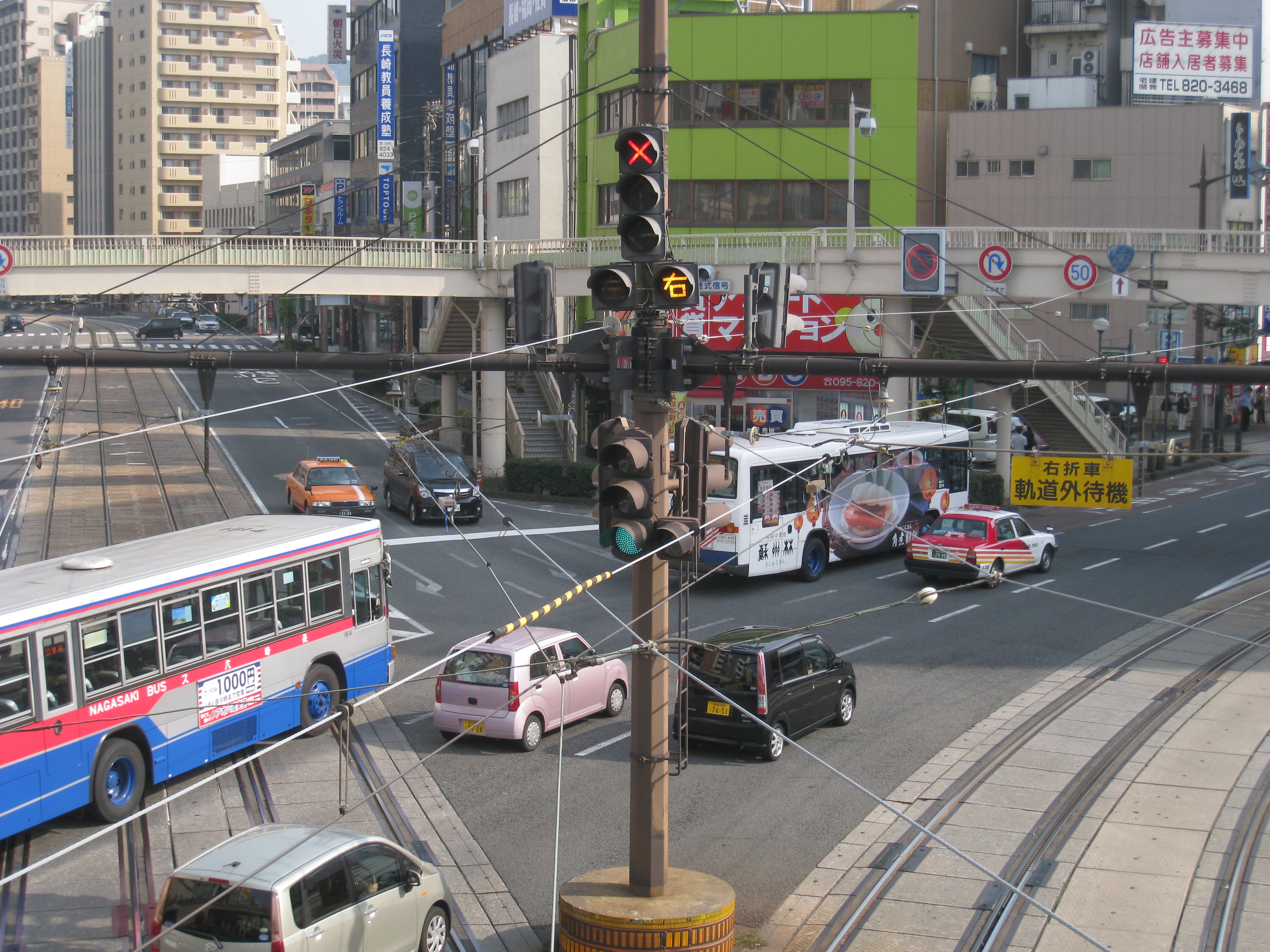
역 앞 교차로

### 고속버스 노선

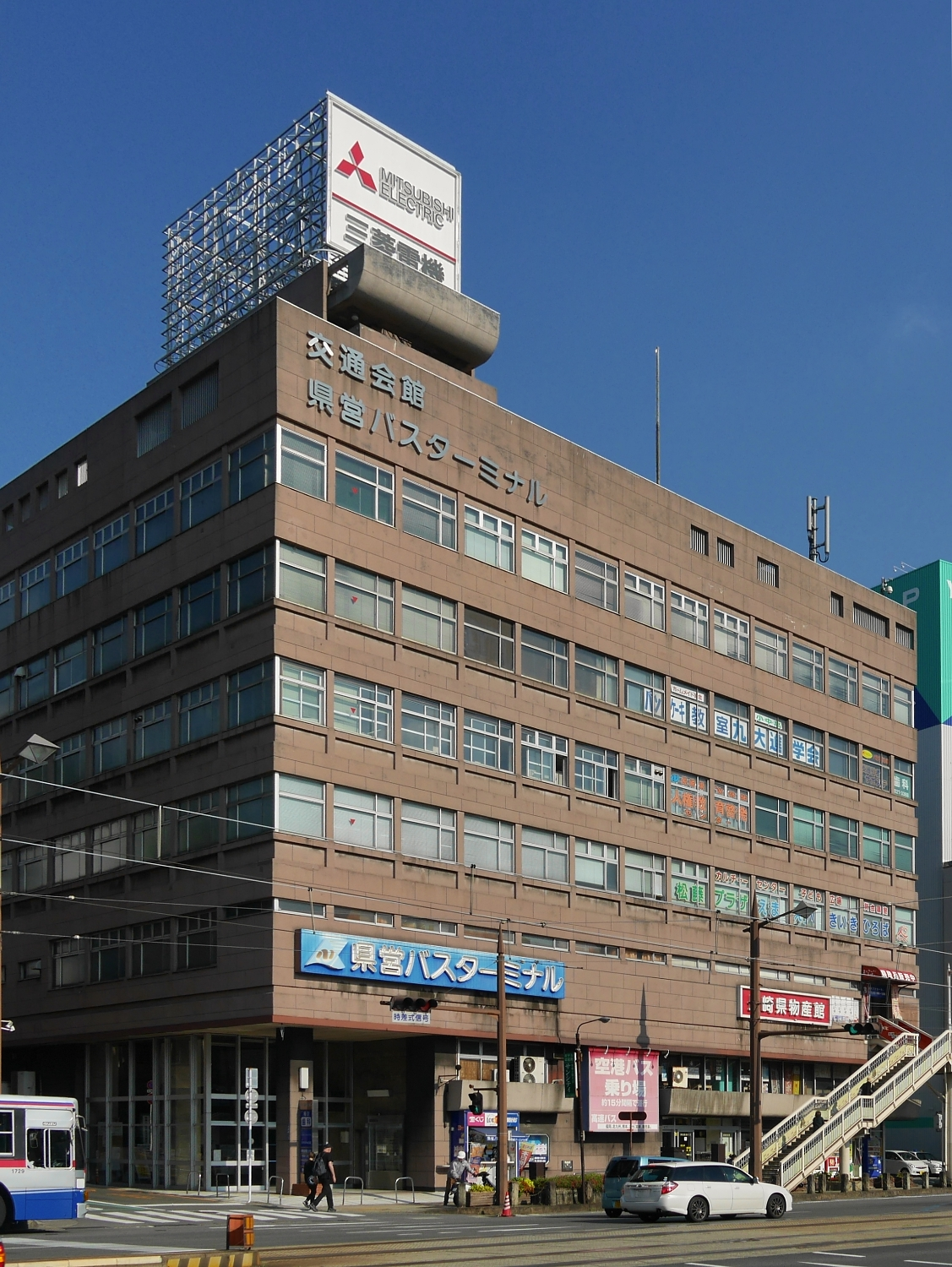
나가사키 현 교통 산업 회관

역 앞의 국도 맞은편에 있는 나가사키 현 교통 산업 회관(통칭:교통 회관)의 1층에 나가사키 현 교통국(나가사키 현영 버스)의 버스 터미널이 있어, 같은 국이 관련하는 노선은 여기를 시발로 한다. 나가사키 공항행 리무진 버스도 우라카미 경유(교통 회관 시발)・나가사키데지마 도로 경유 차량도 동일하다. 한편, 나가사키 자동차(나가사키 버스) 관련의 심야 고속버스는 나가사키 신치 터미널이 시발이 되고 있어 나가사키 역 주변에서는 교통 회관에는 운행하지 않고 나가사키 역 앞 남쪽 출입구 버스 정류장으로의 승차가 된다. 규슈 호도, 시발은 교통 회관이지만 나가사키 도착편 중 「데지마 도로 경유」의 계통은 하차소가 교통 회관내가 아니고, 국도변의 나가사키 역 앞 고가 하부가 되고 있다.
경유지 등에 대해서는 각 계통의 기사를 참조.
교통 회관에서 발차하는 고속버스
- 오이타 행 「선라이트 호」
- 기타큐슈 행 「데지마 호」(나가사키 현 교통국)
- 후쿠오카 행 「규슈 호」(규슈 급행 버스)
- 구마모토 행 「린도 호」
- 미야자키 행 「블루 로망 호」
- 가고시마 행 「랜턴 호」
- 사세보 행(나가사키 현 교통국・사이히 자동차)
- 하우스텐보스 행(나가사키 현 교통국)
- 나가사키 공항행 리무진 버스(나가사키 현 교통국・나가사키 자동차)

역 앞 남쪽 출입구에서 발차하는 고속버스
- 나고야 행 「grabber호」(나가사키 자동차・메이테쓰 버스)
- 오사카・교토 행 「네델란드 호」(나가사키 자동차・긴테쓰 버스)

역 북측에서 발차하는 고속버스
- 고베・오사카행 「유타카 라이너」

### 시내버스 노선
일반 노선버스는 역 앞 및 아뮤프라자 앞의 나가사키 역 앞 버스 정류장, 호텔 뉴 나가사키 앞의 나가사키 역 앞 남쪽 출입구 버스 정류장(오하토 방면), 로손 앞의 나가사키 역전 동쪽 출입구 버스 정류장(시청 앞 방면)의 3개소가 있어, 행선지에 의해서 정차하는 장소가 다르다. 나가사키 현 교통국(나가사키 현영 버스)은 주된 노선이, 나가사키 자동차는 계통 번호가 할당된 노선(코코 워크 모리마치와 후쿠다 방면을 묶는 노선이나 아사히 대교 경유의 노선을 제외하다)이 나가사키 역 앞에 정차하지만, 남부 방면으로 가는 경우는 나가사키 역 앞 남쪽 출입구 또는 동쪽 출입구에서의 승차가 된다.
그 밖에, 나가사키 데지마 도로・나가사키 자동차도를 경유해 오무라시나 이사하야시로 향하는 고속 셔틀 버스(나가사키 현 교통국)도 발착하고 있다. 승차는 교통 회관은 아니고, 나가사키 역전 동쪽 출입구이다.